# Earthbound (álbum de Bury Tomorrow)
Earthbound es el cuarto álbum de estudio de la banda británica de metalcore Bury Tomorrow. El álbum fue lanzado el 29 de enero de 2016 con el sello discográfico Nuclear Blast. Fue producido por Caleb Shomo, el vocalista principal de la banda Beartooth. Este es su último lanzamiento en Nuclear Blast debido a su firma con Music for Nations y Sony Music.

## Lista de canciones
| N.º | Título                               | Duración |  |
| 1.  | «The Eternal»                        | 3:23     |  |
| 2.  | «Last Light»                         | 3:56     |  |
| 3.  | «Earthbound»                         | 3:42     |  |
| 4.  | «The Burden»                         | 3:26     |  |
| 5.  | «Cemetery»                           | 4:06     |  |
| 6.  | «Restless & Cold»                    | 3:33     |  |
| 7.  | «301» (con Jamey Jasta de Hatebreed) | 3:19     |  |
| 8.  | «Memories»                           | 3:53     |  |
| 9.  | «For Us»                             | 3:19     |  |
| 10. | «Bloodline»                          | 3:55     |  |

## Posicionamiento en lista
| Lista (2016)                            | Posición |
| --------------------------------------- | -------- |
| Bélgica (Ultratop flamenca)             | 90       |
| Estados Unidos (Top Heatseekers Albums) | 14       |
| Reino Unido (UK Albums Chart)           | 36       |
| Reino Unido (UK Rock & Metal Albums)    | 2        |

## Personal
Bury Tomorrow
- Winter-Bates - Voz gutural
- Kristan Dawson - guitarra principal
- Jason Cameron – guitarra rítmica, voz secundario
- Davyd Winter-Bates – bajo
- Adam Jackson - batería, percusión

Músicos adicionales
- Jamey Jasta: voz (pista 7).